# Эко (озеро, Тасмания)
Э́ко (англ. Lake Echo) — озеро, расположенное на Центральной возвышенности острова Тасмания (Австралия). Оно представляет собой естественное озеро, которое было увеличено в результате постройки плотины. Площадь озера — 40 км².

## География
Озеро Эко находится на Центральной возвышенности острова Тасмания, примерно в 16 км южнее озера Грейт-Лейк. Водная поверхность озера Эко находится на высоте 846 м, площадь озера — около 40 км², площадь водосбора — 129 км².
В озеро впадает несколько мелких рек и ручьёв, а вытекает только одна река — Ди, которая течёт на юг и впадает в реку Деруэнт.

## История
На карте 1837 года озеро было уже подписано его нынешним именем — Lake Echo. В справочнике 1877 года озеро Эко было описано как «внушительная водная поверхность длиной в 6 миль и шириной в 3 мили» (примерно 9,6 на 4,8 км), «площадью в 5000 акров» (около 20 км²). Там же было указано, что в северной части озера находился относительно большой остров Булл (Bull Island).
В 1956 году у самой южной оконечности озера, где из него вытекает река Ди, была построена 19-метровая плотина Лейк-Эко (Lake Echo Dam), в результате чего уровень воды в озере повысился.
В январе 2019 года в районах к востоку от озера Эко бушевали лесные пожары, уничтожившие значительную часть деревьев.

## Рыбная ловля
Озеро Эко является одним из популярных мест для рыбной ловли в Тасмании. В озере водятся два вида пресноводной форели — кумжа (Salmo trutta, англ. brown trout — коричневая форель) и микижа (Oncorhynchus mykiss, англ. rainbow trout — радужная форель). Кроме этого, встречаются речной окунь (Perca fluviatilis, англ. redfin perch) и линь (Tinca tinca, англ. tench).